# 후정로 (인천)
후정로(Hujeong-ro)는 인천광역시 부평구 삼산동에 있는 도로로, 총 연장은 484m이다. 이름이 유래된 것은 옛 행정구역명인 후정리를 이용하여 후정로로 명명되었다.

## 역사
- 2009년 10월 19일 : 도로명으로 후정로를 고시

## 지리

### 주요 경유지
- 부평구
  - 삼산동

### 접촉하는 도로
- 장제로
- 충선로
- 후정동로

### 주요 건물 및 시설
- 부평 삼산 엠코타운 (후정로 7/삼산동 494)